# Super Battletank 2
Super Battletank 2 är ett stridsvagnssimulatorspel till SNES, utgivet gbland annat i Nordamerika, Europa och Japan.

### Fotnoter
1. 1 2 3 4 5 6 7 8  ”Release information”. GameFAQs. Arkiverad från originalet den 3 februari 2012. https://web.archive.org/web/20120203211141/http://www.gamefaqs.com/snes/588717-super-battletank-2/data. Läst 29 maj 2011.
2. ↑  ”Composer information”. SNES Music. http://www.snesmusic.org/v2/profile.php?profile=set&selected=2592. Läst 17 juli 2011.
3. ↑  ”Super Battletank 2” (på svenska). Super Power (Solna: Atlantic) (6 1994). 1994. Läst 22 april 2014.